# Harry Bridges
Harry Bridges, född 28 juli 1901, död 30 mars 1990, var en australisk-amerikansk fackföreningsledare. Bridges ledde International Longshore and Warehouse Union (ILWU), en fackförening för hamnarbetare på USA:s västkust och Hawaii och Alaska, i mer än 40 år.

## Biografi
Alfred Renton Bridges föddes den 28 juli 1901 i Melbourne, Australien. Han gick till sjöss som 16-åring och gick med i Industrial Workers of the World (IWW) 1921.
Han åtalades och dömdes av en federal domstol för att ha ljugit om att han var medlem i kommunistiska partiet. Försvarare var Benjamin B. Ferencz, en av åklagarna vid Nürnbergprocessen efter andra världskriget. Efter Bridges död upphävdes domen av USA:s högsta domstol.
1958 planerade han och författaren och medborgarrättsaktivisten Noriko Sawada att gifta sig. De kunde ha gjort det i Kalifornien där Bridges bodde men bestämde sig för att gifta sig i Reno, Nevada. Nevada hade en lag som förbjöd vita att gifta sig med personer med en annan hudfärg. På rådhuset vägrade magistraten därför att utfärda en "marriage license" beroende på att fästmön var av japansk härkomst. Bridges fick en lokal domare att utfärda licensen helt i strid med lagstiftningen och paret gifte sig den 10 december 1958. Detta beslut tvingade fram att Nevadas raslagar upphävdes året därpå. 1967 förklarade USA:s högsta domstol att alla sådana lagar som icke konstitutionella och därmed ogiltiga.